# Società dei Concerti di Trieste
La Società dei Concerti di Trieste fu fondata nel 1932 da un gruppo di appassionati di musica che desideravano portare a Trieste concerti di alta qualità e promuovere la cultura musicale nella città. I membri fondatori, tra cui alcune personalità di spicco nel panorama musicale triestino, si unirono per formare un'associazione senza scopo di lucro che si dedicava all'organizzazione di concerti e alla promozione di giovani talenti.

## Storia
Fin dai primi anni, la società si distinse per la qualità degli artisti che invitava a esibirsi e per l'attenzione dedicata alla scelta del repertorio. Furono organizzati concerti di musica classica, concerti sinfonici e recital di artisti solisti. Nel gennaio del 1933 il primo ospite fu il pianista e direttore d'orchestra Carlo Zecchi.
Durante gli anni trenta e quaranta, nonostante le difficoltà causate dalla seconda guerra mondiale, la Società dei Concerti di Trieste continuò ad offrire performance musicali di alto livello, con l'obbiettivo di portare la cultura musicale ai triestini anche in momenti di grande incertezza e instabilità.
Negli anni successivi, la Società dei Concerti di Trieste ampliò la sua programmazione, includendo anche concerti di musica contemporanea e collaborando con importanti artisti internazionali. Grazie alla sua reputazione e al suo impegno per la diffusione della musica, divenne un punto di riferimento per gli amanti della musica nella regione.
Dal 1947 ebbe come presidente l'ing. Giorgio Negri che proseguì il suo incarico fino al 1972.
Negli ultimi decenni, la Società si è dedicata anche all'educazione musicale, organizzando masterclass, workshop e altre attività per giovani musicisti. Inoltre, ha collaborato con altre istituzioni culturali triestine per promuovere eventi musicali di grande rilievo.
Nel 2023 la Società dei Concerti di Trieste con 90 anni di attività continua la sua missione di portare musica di alta qualità alla città, offrendo una programmazione variegata che spazia dalla musica classica al jazz, pop e altri generi musicali.